# Tsarskoye Selo

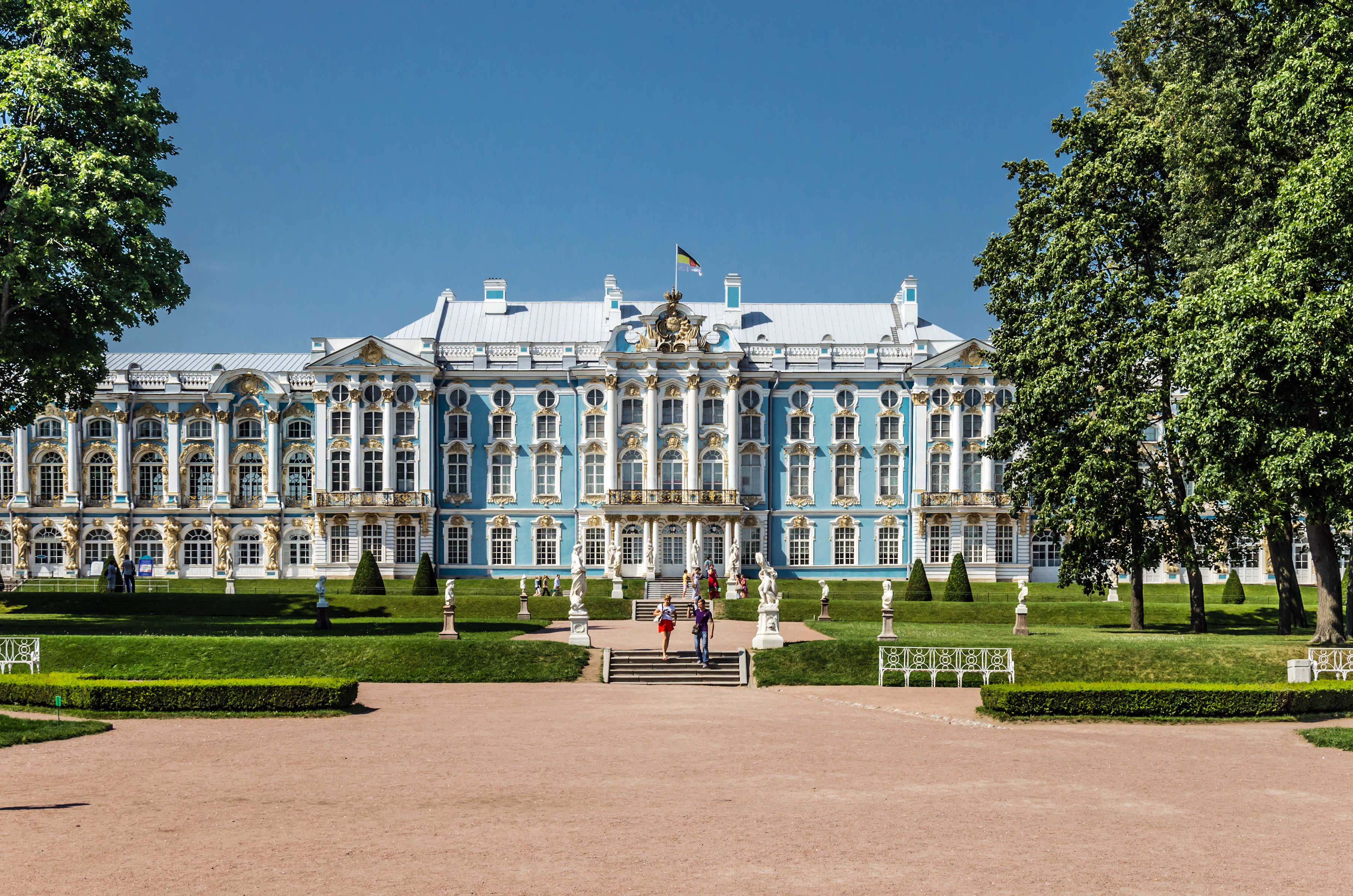
Palácio Imperial de Tsarskoye Selo

Tsárskoie Selô (em russo Ца́рское Село́; "vila do tsar") é uma antiga residência da família imperial da Rússia, localizada em Pushkin, 26 km a sul da cidade de São Petersburgo.
Antiga residência imperial dos Romanov, recebeu o nome de Pushkin durante a época soviética. Faz parte, assim como todo o Centro Histórico de São Petersburgo e o Peterhof, do Património Mundial da UNESCO. De entre os numerosos palácios Imperiais e da nobreza existentes na vila, merecem destaque o Palácio de Alexandre e o Palácio de Catarina, em Tsarskoye Selo.
Tsarskoye Selo era uma espécie de redoma para os czares da Rússia, como foi Versalhes para os reis da França, onde era lá recebida a realeza de toda a Europa e a nobreza russa. 
Existem em Pushkin os principais palácios de uso exclusivo da família Romanov, como os já referidos Palácio de Alexandre e o Palácio de Catarina (o terreno para a construção de tal palácio foi um presente do csar Pedro I da Rússia à sua mulher, a tsarina Catarina I da Rússia que também construiu a Igreja da Anunciação (Blagoveschénskaya) e o primeiro Palácio de Catarina, uma construção de veraneio para a família imperial. Somente depois de Tsarskoye Selo ganhar a importância devida é que a tsarina Catarina II mandou construir o que conhecemos hoje como Palácio de Catarina, cuja construção é em estilo rococó, diferentemente do primeiro Palácio de Catarina, que se fundava em um estilo um pouco mais sóbrio), onde, no primeiro destes, ficaram Nicolau II com sua esposa e filhos encarceirados nos primeiros meses da Revolução de Fevereiro de 1917.
Outras outras grandes construções da época imperial são: Palácio Mariinsky, Peterhof, Castelo Mikhaylovsky, entre outros.